# Deltonotus
Deltonotus is een geslacht van rechtvleugeligen uit de familie doornsprinkhanen (Tetrigidae). De wetenschappelijke naam van dit geslacht is voor het eerst geldig gepubliceerd in 1904 door Hancock.

## Soorten
Het geslacht Deltonotus omvat de volgende soorten:
- Deltonotus cristatus Hancock, 1907
- Deltonotus gibbiceps Bolívar, 1902
- Deltonotus guangxiensis Liang & Jiang, 2004
- Deltonotus hainanensis Zheng & Liang, 1985
- Deltonotus humilis Hebard, 1930
- Deltonotus subcucullatus Walker, 1871
- Deltonotus vietnamensis Storozhenko, 2011